# Jean-Charles Massera
 (février 2020).
Si vous disposez d'ouvrages ou d'articles de référence ou si vous connaissez des sites web de qualité traitant du thème abordé ici, merci de compléter l'article en donnant les références utiles à sa vérifiabilité et en les liant à la section « Notes et références ».
 (février 2020).
 (février 2020).
- Si vous ne connaissez pas le sujet, laissez ce bandeau (vous pouvez alors contacter les auteurs).
- Si vous supprimez le contenu mis en cause (vous pouvez préalablement contacter les auteurs),

argumentez précisément cette suppression dans la page de discussion
(un manque de référence n'est pas un argument ; une recherche réelle de référence doit avoir été effectuée, être formellement documentée).
Pour les articles homonymes, voir Jean-Charles et Massera.
Jean-Charles Massera, né le 31 mars 1965 à Mantes-la-Jolie, est un écrivain français.
Il est critique d'art jusqu'en 2000 et travaille dans divers domaines : le roman, le théâtre, la vidéo, la photographie, la radio, la performance et l'installation sonore.

## Biographie
En 1991 il fréquente le milieu artistique new yorkais. Les visites de l'atelier du peintre Robert Ryman, puis des expositions Dislocations au MoMA et Vito Acconci à la galerie Barbara Gladstone, où il découvre respectivement le dispositif vidéo Anthro/Socio de Bruce Nauman et l'installation Voice of America de Vito Acconci, lui procurent ses premières émotions esthétiques. Après deux mois de culture intensive, il rentre à Paris et devient collaborateur occasionnel pour les revues art press, Artefactum et Parachute puis quelques années plus tard pour La lettre du cinéma, la Revue de littérature générale (P.O.L),  La Revue Perpendiculaire  (Flammarion). 

Nourri de ces expériences artistiques, il publie son premier roman en 1994, Gangue son, aux éditions Méréal. Tenté un temps par le commissariat d'exposition (À quoi rêvent les années 90 ? ; XN (collectif de commissaires indépendants) ou encore Le temps libre : son imaginaire, son aménagement, ses trucs pour s’en sortir…), il se consacre progressivement aux essais sur l'art et à la littérature. Il publie successivement France guide de l'utilisateur (1998) ; Amour, gloire et CAC 40 (1999) ; United Emmerdements of New Order précédé de United Problems of Coût de la Main-d’œuvre (2002). Parallèlement, il commence à écrire pour la radio — La vie qui va avec, en collaboration avec Vincent Labaume (France Inter, 1997), All You Need Is Ressentir (France Culture 2006) et pour le théâtre — Quelque chose en nous de général (le discours) (2001) ; United Problems of Coût de la Main d’œuvre (2002), Alles Klar (le débat) (2002) ; Another Way Now Pourrait Supprimer 2800 villages d’ici cinq ans (2006).
En 2000, il signe ses derniers textes en tant que critique d'art, notamment pour le catalogue de l'exposition Présumés innocents, au CAPC.
En 2003, il quitte momentanément la scène artistique et littéraire pour renouer avec le cyclisme qu'il pratiquait adolescent. Jean-Charles Massera prend alors une licence sous le pseudonyme de Jean de La Ciotat et se lance dans une carrière « cyclosportive » amateure qui durera trois saisons. De cette expérience, découlent deux livres — Jean de La Ciotat confirme (éditions P.O.L., 2004) qu'il publie sous pseudonyme, puis Jean de La Ciotat, la légende (éditions Verticales, 2007) qu'il signe de son vrai nom. Toujours en 2007, il reprend à plein temps le nom Jean-Charles Massera et publie son premier recueil de nouvelles : A cauchemar is born, aux éditions Verticales.
En 2008, il s'engage, avec entre autres Éric Arlix et Chloé Delaume dans la publication de la nouvelle revue TINA (There is no alternative).
Ses installations visuelles ou sonores ont été montrées dans diverses expositions de groupe (La Beauté, à Avignon, Corporate Everything à la Kunsthalle de Fribourg, Cherchez le garçon au MAC/VAL...) ou personnelles (Institut d’Art Contemporain Villeurbanne/Rhône-Alpes).
Il intervient également en Université et en école d'art.

## Œuvres

### Littérature
- Gangue son, éd. Méréal 1994  (ISBN 2909310078) réédité par éd. La Ville Brûle 2016  (ISBN 2909310078 et 9782360120741)
- France guide de l'utilisateur, éd. P.O.L 1998  (ISBN 2-86744-620-1)
- United emmerdements of New Order précédé de United problems of coût de la main-d’œuvre, éd. P.O.L 2002  (ISBN 2867448654)
- (sous pseudonyme) Jean de la Ciotat confirme : du mont Ventoux au Chrono des Balmes - Une saison, éd. P.O.L 2004  (ISBN 2846820228)
- Jean de La Ciotat, La légende, éd. Verticales 2007  (ISBN 978-2-07-078257-4)
- A cauchemar is born, éd. Verticales 2007  (ISBN 978-2-07-078255-0)
- We Are L'Europe, éd. Verticales 2009  (ISBN 978-2-07-012376-6)

- Le Monde comme il débloque, éditions Verticales, 2022  (ISBN 978-2-07297-392-5)
- Occupy Masculinité et autres problèmes déposés, éditions Verticales, 2023  (ISBN 978-2-07-301939-4)

### Essais
- Amour, Gloire et CAC 40, éd. P.O.L 1999  (ISBN 2867447194)
- La Leçon de Stains (Pour une esthétique de la reconstitution), Pierre Huyghe The Third Memory, éd. Centre Georges Pompidou (Paris) et Renaissance Society (Chicago) 2000  (ISBN 2844260381)
- Le Guide du démocrate, (essai écrit avec Éric Arlix), éditions Lignes, 2010  (ISBN 978-2-35526-048-3).
- Opération Lucot (dir.), Éditions è®e, 2010  (ISBN 978-2-915453-58-4)
- It's too late to say littérature (Aujourd'hui recherche formes désespérément), revue AH! éd. Cercle 2010  (ISBN 9782702209417)
- 1993-2013, Stairway to d'autres supports (la saga), éd. Le Gac Press 2013  (ISBN 978-2-36409-027-9)

### Théâtre
- Quelque chose en nous de général (le discours), 2001
- United Problems of Coût de la Main d’œuvre, mise en scène Brigitte Mounier, 2002
- Alles Klar (le débat), 2002
- Another Way Now Pourrait Supprimer 2800 villages d’ici cinq ans, mise en scène Brigitte Mounier, 2006
- Meeting Massera, mise en scène Jean-Pierre Vincent, 2009
- We Are L'Europe, mise en scène Benoît Lambert, 2009
- Que faire ? (Le retour), coécrit avec Benoît Lambert 2011

### Radio / Pièces sonores
- La Vie qui va avec (avec Vincent Labaume), France Inter, 1997
- All You Need Is Ressentir, France Culture, 2006
- Jordan et les boulets (le secret d'Alexia), France Culture, 2007
- Ils Nous Ont Même, They Didn't Even, Palais de Tokyo, Paris, 2008
- La Nouvelle Subjectivité, émission de variétés (avec Benoît Lambert, Marion Lubat, Morgane Hainaux et Pascal Sangla), France Culture, 2010
- We Are L’Europe (Le feuilleton), Fiction radiophonique, France Culture, 2011
- Tunnel of Mondialisation, (livre CD / DVD de 5 chansons et clips vidéo) avec Pascal Sangla (musique), Éditions verticales, 2011  (ISBN 978-2-07-013301-7)
- United Problems of Coût de la Main-d’œuvre, Fiction radiophonique en 5 épisodes, France Culture, 2012.
- Jte dérange ? Non non, 10 appels téléphoniques, ARTE Radio, 2012
- Oui mais nous, comment on fait pour notre exposé ? (avec Emmanuelle Pireyre), 5 épisodes, France Culture, 2014

### Expositions
- Under The Résultats, affichage public, Biennale d'art contemporain, les Ateliers de Rennes : Valeurs croisées, 2008
- Corporate everything, Kunsthalle Freiburg, 2010
- Kiss My Mondialisation (Solo show), IAC Villeurbanne, 2010
- Chercher le garçon, MAC VAL, 2015
- Biennale Internationale de Design, 2017
- Biennale de Québec, Manif d'Art, 2017
- Le travail à l'œuvre / l'alternative, FRAC Champagne-Ardenne, 2017
- Ad Valorem Ratio, Casino Luxembourg - Forum d'art contemporain, 2017
- 100 artistes dans la ville - ZAT 2019 - MO.CO, 2019
- Transition attentionnelle volet 1 : « L’enfouissement de la puissance » - Centre de la Photographie de Genève - 2019

### Films et Vidéos
- Tunnel of Mondialisation, (livre CD / DVD de 5 chansons et clips vidéo) avec Pascal Sangla (musique), Éditions verticales, 2011  (ISBN 978-2-07-013301-7)
- Call Me DominiK, film documentaire sur la vie des téléopérateurs et téléopératrices travaillant dans le Nord de la France et dans la région de Casablanca et Rabat au Maroc, 2014
- La Rameuse qui se demande si ça existe un parc avec un nom de grande femme, (avec Marion Lubat), produit avec les soutien du Parc Jean-Jacques Rousseau, Centre Culturel de Rencontre, 2015
- Le Jogger qui vient aborder les nanas dans leur voiturette de golf, (avec Pierric Plathier) produit par La Huit avec les soutien du Parc Jean-Jacques Rousseau, Centre Culturel de Rencontre, 2015
- L'Executive Woman qu'essaye de faire un break, (avec Emmanuelle Lafon), produit par La Huit avec les soutien du Parc Jean-Jacques Rousseau, Centre Culturel de Rencontre, 2015 Distribution